# 임포스터 (2001년 영화)
《임포스터》(영어: Impostor)는 미국에서 제작된 2001년 SF 심리 스릴러 영화이다. 감독 게리 플레이더가 주연 게리 시니스 등과 함께 제작하였다.

## 출연진
- 게리 시니스 - 스펜서 올럼 역
- 매들린 스토 - 마이아 올럼 역
- 빈센트 도노프리오 - D.H. 해서웨이 소령 역
- 메카이 파이퍼 - 케일 역
- 토니 셜루브 - 넬슨 기터스 역
- 팀 기니 - 커론 박사 역
- 게리 도단 - 버크 대위 역
- 린지 크라우스 - 수상 역
- 클래런스 윌리엄스 3세 - 국방부 장관 역 (크레디트 미기재, 카메오)
- 엘리자베스 페냐 - 조산사 역
- 골든 브룩스 - 케일의 여형제 역
- 테드 킹 - RMR 기사 역
- 레이철 러트럴 - 스캔 룸 간호사 역

## 기타 제작진
- 배역: 하이디 레빗, 존 팹시데라
- 미술: 넬슨 코츠
- 의상: 애비게일 머리

## 우리말 녹음
SBS 성우진 (2006년 11월 25일)
- 강구한 - 스펜서 올럼(게리 시니스)
- 윤소라 - 마이아 올럼(매들린 스토)
- 윤병화 - 해서웨이(빈센트 도노프리오)
- 최옥희
- 최문자
- 이선호
- 김태웅
- 김영훈
- 김소형
- 김희선
- 채의진
- 임채헌
- 홍진욱